# Frank Thomas Shaw
Frank Thomas Shaw (* 7. Oktober 1841 in Woodsboro, Frederick County, Maryland; † 24. Februar 1923 in Westminster, Maryland) war ein US-amerikanischer Politiker. Zwischen 1885 und 1889 vertrat er den Bundesstaat Maryland im US-Repräsentantenhaus.

## Werdegang
Frank Shaw besuchte die öffentlichen Schulen seiner Heimat. Nach einem anschließenden Medizinstudium an der University of Maryland in Baltimore und seiner 1864 erfolgten Zulassung als Arzt begann er in Uniontown in Maryland in diesem Beruf zu arbeiten, den er bis 1873 ausübte. Zwischen 1873 und 1885 war Shaw Verwaltungsangestellter beim Bezirksgericht im Carroll County. Gleichzeitig schlug er als Mitglied der Demokratischen Partei eine politische Laufbahn ein.
Bei den Kongresswahlen des Jahres 1884 wurde Shaw im zweiten Wahlbezirk von Maryland in das US-Repräsentantenhaus in Washington, D.C. gewählt, wo er am 4. März 1885 die Nachfolge von Joshua Talbott antrat. Nach einer Wiederwahl konnte er bis zum 3. März 1889 zwei Legislaturperioden im Kongress absolvieren. Ab 1887 war er Vorsitzender des Committee on Accounts. Im Jahr 1888 wurde er von seiner Partei nicht mehr zur Wiederwahl nominiert.
Nach dem Ende seiner Zeit im US-Repräsentantenhaus fungierte Shaw zwischen 1890 und 1894 als Steuerbeauftragter der Staatsregierung von Maryland. Im Jahr 1890 war er auch Mitglied des dortigen Abgeordnetenhauses. Zwischen 1894 und 1898 leitete er die Zollbehörde im Hafen von Baltimore; von 1915 bis 1921 war er Berater der Gerichtsverwaltung im Carroll County. Frank Shaw starb am 24. Februar 1923 in Westminster, wo er auch beigesetzt wurde.